# Racovița (Timiș)
Racovița (Hongaars: Rakovica, Duits: Rakowitza) is een gemeente in het Roemeense district Timiș en ligt in de regio Banaat in het westen van Roemenië. De gemeente telt 3215 inwoners (2005).

## Geschiedenis
In 1447 werd Racovița officieel erkend. Door de overstromingen van 2005 werd er 1 gebouw aangetast binnen de gemeente.

## Geografie
De oppervlakte van Racovița bedraagt 117,18 km², de bevolkingsdichtheid is 27 inwoners per km².
De gemeente bestaat uit de volgende dorpen: Căpăt, Drăgoiești, Ficătar, Hitiaș, Racovița, Sârbova.

## Demografie
Van de 3295 inwoners in 2002 zijn 3149 Roemenen, 45 Hongaren, 4 Duitsers, 27 Roma's en 74 van andere etnische groepen.
Onderstaande figuur toont het verloop van het inwoneraantal vanaf 1880.

## Politiek
De burgemeester van Racovița is Ioan Adamescu (PSD).
Balinț · Banloc · Bara · Bârna · Beba Veche · Becicherecu Mic · Belinț · Bethausen · Biled · Birda · Bogda · Boldur · Brestovăț · Cărpiniș · Cenad · Cenei · Checea · Chevereșu Mare · Comloșu Mare · Coșteiu · Criciova · Curtea · Darova · Denta · Dudeștii Noi · Dudeștii Vechi · Dumbrava · Dumbrăvița · Fibiș · Fârdea · Foeni · Gavojdia · Ghilad · Ghiroda · Ghizela · Giarmata · Giera · Giroc · Giulvăz · Gottlob · Iecea Mare · Jamu Mare · Jebel · Lenauheim · Liebling · Lovrin · Margina · Mașloc · Mănăștiur · Moravița · Moșnița Nouă · Nădrag · Nițchidorf · Ohaba Lungă · Orțișoara · Parța · Pădureni · Peciu Nou · Periam · Pietroasa · Pișchia · Racovița · Remetea Mare · Sacoșu Turcesc · Saravale · Satchinez · Săcălaz · Secaș · Sânandrei · Sânmihaiu Român · Sânpetru Mare · Șag · Şandra · Știuca · Teremia Mare · Tomești · Tomnatic · Topolovățu Mare · Tormac · Traian Vuia · Uivar · Valcani · Variaș · Victor Vlad Delamarina · Voiteg